# Stenoterommata tenuistyla
Stenoterommata tenuistyla är en spindelart som beskrevs av Pablo A. Goloboff 1995. Stenoterommata tenuistyla ingår i släktet Stenoterommata och familjen Nemesiidae. Inga underarter finns listade i Catalogue of Life.